# 1255 هـ
1255 هـ هي سنة في التقويم الهجري امتدت مقابلةً في التقويم الميلادي بين سنتي 1839 و1840.

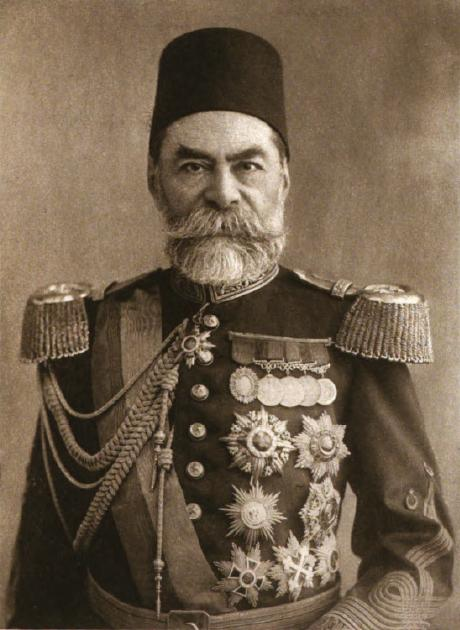
أحمد مختار باشا

## أحداث
- محمد علي باشا يعين خالد بن سعود أميراالرياض|للرياض.

## مواليد
- محمود سامي البارودي
- نعمان المتولي
- أحمد مختار باشا
- إبراهيم التنكابني القزويني
- إدورد سل
- إسماعيل الشيرازي
- عبد الله مراش
- غلام أحمد القادياني
- محمد باقر الكجوري
- محمد كاظم الخراساني

## وفيات
- خضر بن شلال العفكاوي
- سلطان بن مصطفى الحرفوشي
- قاسم السعدي
- ماكس هابشت
- محمد الشوكاني
- محمود الثاني